# Григорий Нисский
Григо́рий Ни́сский (греч. Γρηγόριος Νύσσης, лат. Gregorius Nyssenus; около 335—394, Каппадокия) — христианский богослов и философ, епископ города Ниссы (Малая Азия, 372—375 годы и вновь с 379 года до своей смерти), святой, Отец и Учитель Церкви. Один из трёх великих каппадокийцев — младший брат Василия Великого, близкий друг Григория Богослова, входил с ними в каппадокийский «кружок».
Григорию не хватало ни административных способностей его брата Василия, ни современного влияния Григория Богослова, но он был эрудированным богословом, внёсшим значительный вклад в учение о Троице и Никейский Символ веры. С середины XX века наблюдается значительный рост интереса к трудам Григория со стороны академического сообщества, особенно в отношении всеобщего спасения, что привело к возникновению проблем для многих традиционных интерпретаций его теологии.
Григорий Нисский почитается Православной церковью в лике святых (память 10 января по юлианскому календарю) и Римской католической церковью (память 9 марта). Также почитается Англиканской и Лютеранской церквями.

## Предыстория
В книге Деяний говорится, что в день Пятидесятницы в Иерусалиме находились евреи, бывшие «жителями … Каппадокии» (Деян. 2:9). В Первом послании Петра автор приветствует христиан, являющихся «изгнанниками, разбросанными по… Каппадокии» (1Пет. 1:1). Помимо этих текстов упоминаний о Каппадокии в Новом Завете больше нет.
Христианство возникло в Каппадокии относительно поздно, нет каких-либо свидетельств существования христианской общины до конца второго века нашей эры. Александр Иерусалимский был первым епископом провинции в начале-середине третьего века, в период, когда христиане подвергались гонениям со стороны местных римских властей. На протяжении третьего века община оставалась небольшой: когда Григорий Чудотворец стал епископом ок. 250, в общине Кесарии было всего семнадцать членов.
Каппадокийские епископы были членами Никейского собора. Из-за малой плотности населения для поддержки епископа Кесарии были назначены сельские епископы [χωρεπισκοποι]. В конце четвёртого века их было около пятидесяти. При жизни Григория христиане Каппадокии были набожными, причем особенно почитались культы Сорока мучеников Севастийских и Святого Георгия. В епархии было значительное число монахов. Также там были и некоторые приверженцы еретических ветвей христианства, в первую очередь ариане, энкратиты и мессалиане.

## Биография

### Ранние годы и образование
Григорий родился около 335 г., вероятно, в городе Никсар (Понт), или недалеко от него в христианской семье. Его родители были аристократами — согласно Григорию Назианзину, его матерью была Эмилия Кесарийская, а его отец, ритор, был идентифицирован либо как Василий Старший, либо как Григорий. Среди его восьми братьев и сестер были св. Макрина Младшая, св. Навкратий, св. Пётр Себастийский и св. Василий Кесарийский. Точное количество детей в семье является спорным: например, в комментарии от 30 мая в Acta Sanctorum сначала говорится, что их было девять, а затем Пётр был назван десятым ребёнком. Было установлено, что эта путаница произошла из-за смерти одного сына в младенчестве, что привело к двусмысленности в сочинениях самого Григория. Родители Григория подвергались гонениям за свою веру: он пишет, что у них «конфисковали имущество за исповедание Христа». Бабушка Григория по отцовской линии, Макрина Старшая, также почитается как святая, а его дед по материнской линии был мучеником, как сказал Григорий, «убитым гневом императора» во время преследований римского императора Максимина II. Между 320-ми и началом 340-х годов семья восстановила своё состояние, когда отец Григория работал в городе Неокесарии адвокатом и ритором.
Характер Григория был тихим и кротким, в отличие от его брата Василия, который, как известно, был гораздо менее сдержанным.
Григорий получил домашнее образование у своей матери Эмилии и сестры Макрины. О том, какое образование он получил дальше, известно мало. В апокрифических житиях он изображен учившимся в Афинах, но это предположение, вероятно, основано на жизни его брата Василия. Более вероятно, что он продолжил учёбу в Кесарии, где изучал классическую литературу, философию и, возможно, медицину. Сам Григорий утверждал, что его единственными учителями были Василий, «Павел, Иоанн и прочие апостолы и пророки».
Хотя его братья Василий и Наукратий жили отшельниками c 355 г. Григорий сначала не был церковным ритором. Всё же он исполнял обязанности чтеца. Известно, что в этот период он женился на женщине по имени Феосевия, которую иногда отождествляют с диакониссой Феосевией, почитаемой в православии. Однако это утверждение спорно, и другие комментаторы предполагают, что диаконисса Феосевия была одной из сестер Григория.

### Епископство

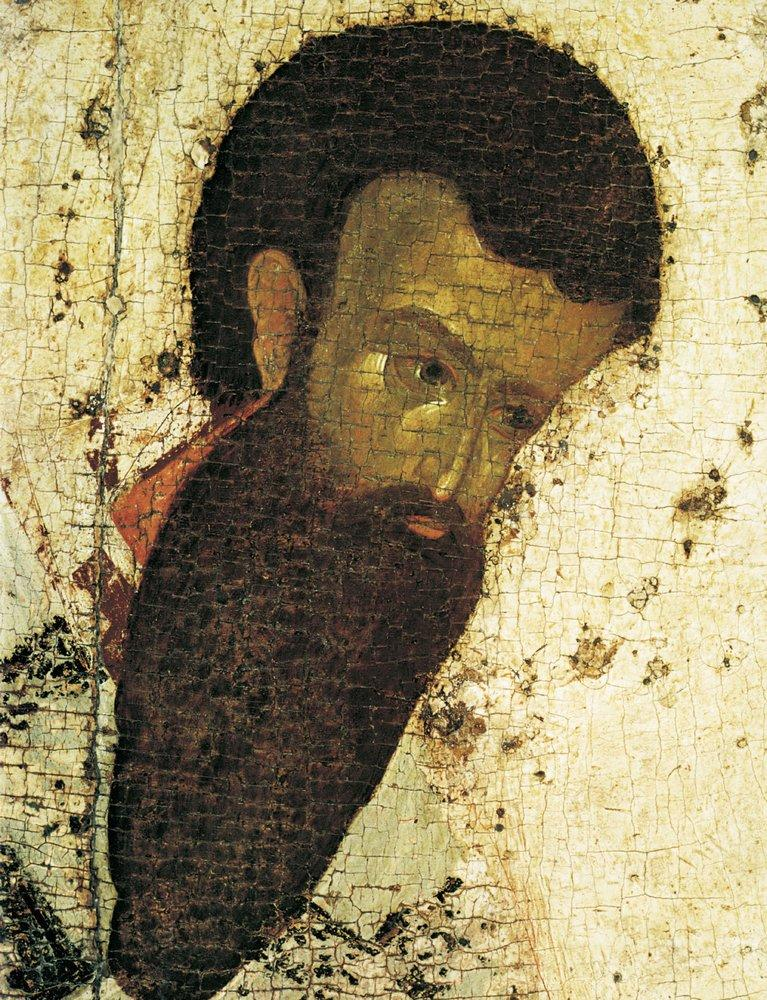
Святитель Василий Великий, брат Григория Нисского. Фрагмент иконы деисусного чина иконостаса Благовещенского собора Московского Кремля. Феофан Грек. 1405

В 371 году император Валент разделил Каппадокию на две новые провинции, Каппадокию Прима и Каппадокию Секунду. Это привело к сложным изменениям границ церковных епархий, в ходе которых было создано несколько новых епархий. Григорий был избран епископом нового престола Нисского в 372 г., предположительно при поддержке своего брата Василия, митрополита Кесарийского. Ранняя политика Григория как епископа часто противоречила политике Василия: например, в то время как его брат осуждал савеллианских последователей Марцелла Анкирского как еретиков, Григорий пытался примирить их с церковью.
В Ниссе Григорий столкнулся с противодействием и в 373 году Амфилохию, епископу Иконии, пришлось посетить город, чтобы устранить недовольство. В 375 году Десмофен Понтийский созвал собор в Анкаре, чтобы судить Григория по обвинению в растрате церковных средств и неправильном рукоположении епископов. Он был арестован имперскими войсками зимой того же года, но бежал в неизвестном направлении. Созванный в Ниссе весной 376 г. проарианский собор низложил его . Однако в 378 году Григорий вновь вернулся, возможно, благодаря амнистии, объявленной новым императором Грацианом. В том же году умер Василий, и, несмотря на относительную незначительность Ниссы, Григорий взял на себя многие из прежних обязанностей своего брата в Понте.

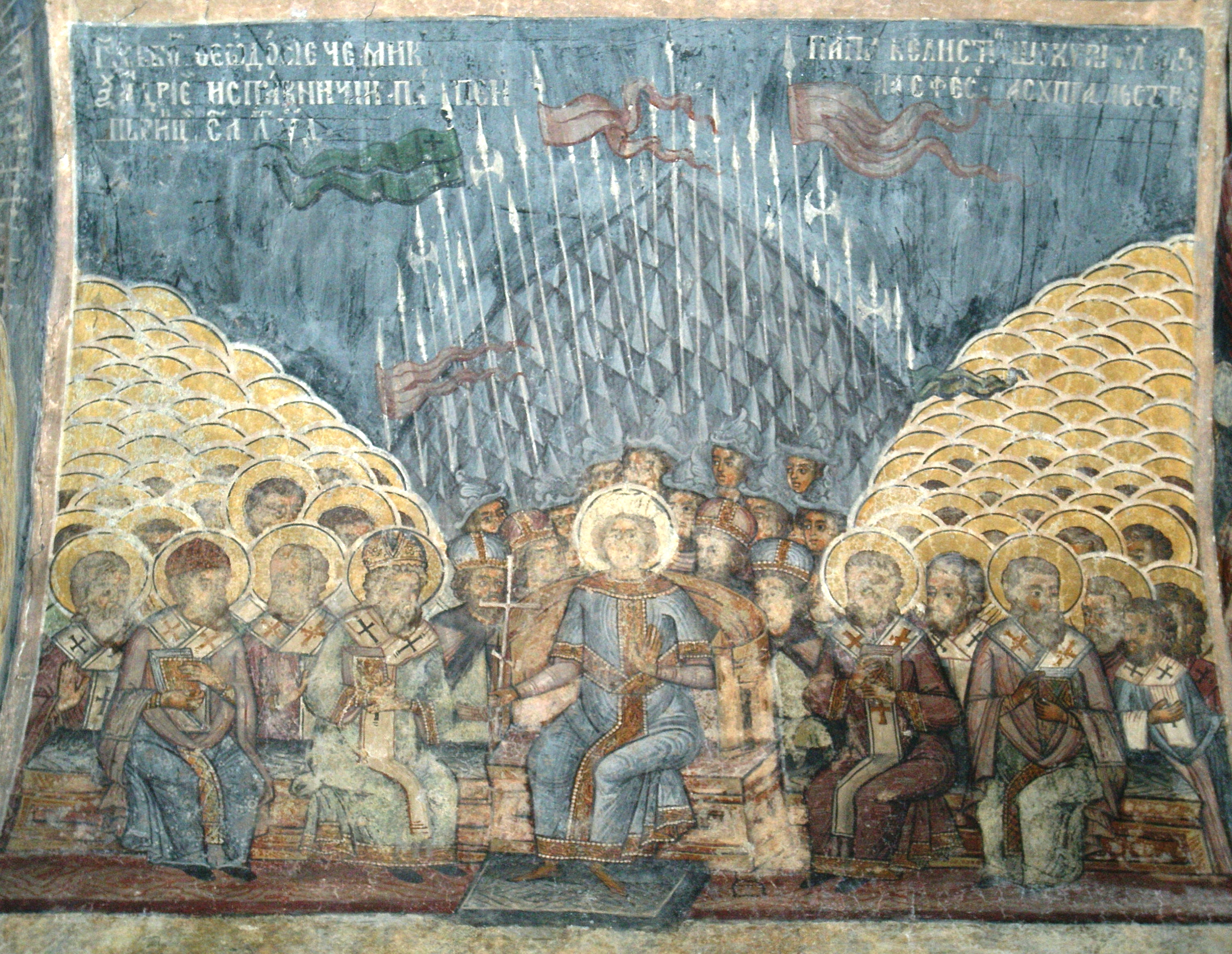
Фреска, изображающая Первый Константинопольский собор, Ставропольский монастырь, Бухарест, Румыния

Он присутствовал на соборе в Антиохии в апреле 379 г., где безуспешно пытался примирить последователей Мелетия Антиохийского с последователями Павлина. Посетив деревню Анниса, чтобы увидеть свою умирающую сестру Макрину, в августе он вернулся в Ниссу. В 380 г. он отправился в Севастию, провинция Армения Прима, чтобы поддержать проникейского кандидата на выборах на должность епископа. К его удивлению, он сам был избран на этот пост, возможно, из-за того, что население ассоциировало его с братом Василием. Однако Григорий глубоко не испытывал большой приязни к общинам Армении, к тому же он столкнулся с расследованием его ортодоксальности местными противниками никейского богословия. После нескольких месяцев пребывания там ему была найдена замена — возможно, брат Григория Пётр, который и стал епископом Севастийским в 381 году. Григорий же вернулся домой в Ниссу, чтобы написать части I и II книги «Против Евномия». Эта книга направлена против апологии Евномия, вышедшей уже после смерти Василия и содержавшей выпады против покойного святителя. Данное сочинение Григория является крупнейшим из противоарианских трудов, состоит из 12 книг.
Григорий участвовал в Первом Константинопольском соборе (381 г.) и, возможно, произнес там свою знаменитую проповедь In suam ordinationem. Он был выбран для восхваления на похоронах Мелетия, которые произошли во время собора. Собор послал Григория с миссией в Аравию, возможно, чтобы улучшить ситуацию в Босре, где двое мужчин, Агапий и Бадагиус, утверждали, что они епископы. Если это верно, то Григорий потерпел неудачу, так как в 394 году эта должность всё ещё оставалось спорной. Затем он отправился в Иерусалим, где Кирилл Иерусалимский столкнулся с противодействием местного духовенства из-за того, что был рукоположён Акакием Кесарийским, еретиком-арианином. Попытка Григория выступить посредником в споре не увенчалась успехом, и его самого обвинили в неортодоксальных взглядах на природу Христа. Его более позднее епископство в Ниссе было сопровождалось конфликтом с митрополитом Элладием. В 394 Григорий присутствовал на синоде, созванном в Константинополе для обсуждения проблем в Босре. Год его смерти неизвестен.

### Церковная деятельность

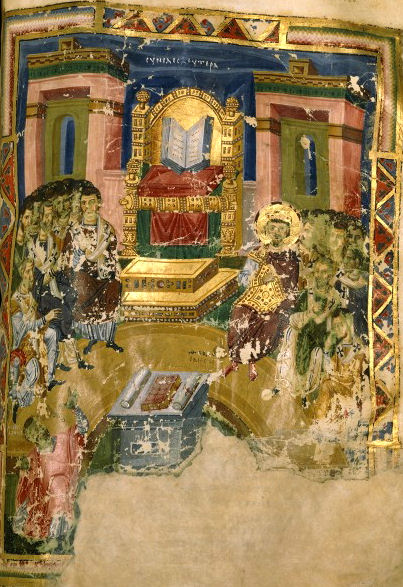
Второй Вселенский собор.
(миниатюра IX века к сочинениям Григория Богослова)

В 379 году Григорий принимал участие в Антиохийском соборе, осудившем мелетианскую ересь. Против своего желания он был избран митрополитом Севастийским и был направлен синодом антиохийской церкви в Палестину и Аравию для борьбы с ересями.
Григорий участвовал во Втором Вселенском соборе (381 год) и был признан одним из авторитетов правоверия. Там он произнёс похвальные речи на избрание Григория Богослова архиепископом Константинополя и на погребение Мелетия Антиохийского (первый председательствующий на соборе).
В столице империи Григорий получил признание авторитетного богослова и проповедника. Императорским эдиктом 30 июля 381 года имя Григория было включено в список епископов, «общение с которыми обязательно для православных». После Собора он ещё несколько раз посещал Константинополь. Там он произнёс Слово «О Божестве Сына и Духа» и надгробные речи над умершей дочерью императора Феодосия Пульхерией и его женой Плакиллой (Флациллой). В столице империи он познакомился и с диакониссой Олимпиадой, почитательницей Иоанна Златоуста (бывшего тогда пресвитером в Антиохии), слава о богословских талантах которого достигла Константинополя.
О последних годах жизни Григория Нисского почти ничего неизвестно. В 394 году он присутствовал на соборе в Константинополе, созванном для рассмотрения спора двух аравийских епископов, претендовавших на одну и ту же кафедру в Босре Аравийской. Сообщение о его участии в работе этого собора является последним известием о жизни Григория.

## Сочинения

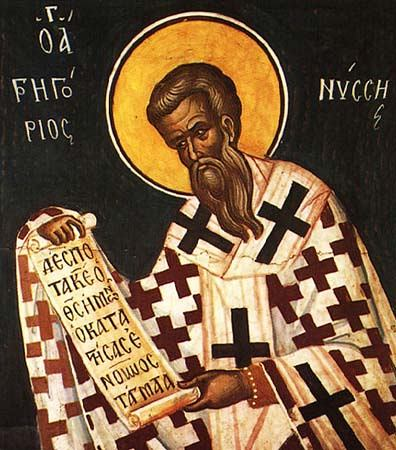
Григорий Нисский
(фреска, XIV век, Монастырь Хора, Стамбул)

Григорий, как и его брат Василий Великий, был одним из наиболее выдающихся деятелей тринитарных споров IV века. Его труды разнообразны: догматические, нравственные сочинения, толкования на Священное Писание, письма и проповеди (в них проявился ораторский талант Григория). Центральное место в его наследии занимает трактат «Об устроении человека» (379 г.).
- Догматико-полемические: «Против Евномия», «Большое огласительное слово», «Опровержение мнений Аполлинария», «К Авлавию, о том, что не три Бога», «Диалог о душе и воскресении», «Против судьбы»;
- Экзегетические: «Об устроении человека», «Защитительное [слово] о Шестодневе», «Толкование Песни Песней», «Беседы о молитве Господней», «Беседы о Блаженствах»;
- Нравственно-аскетические: «О девстве», «Послание о жизни преподобной Макрины», «О цели жизни по Богу и об истинном подвижничестве»;
- Проповеди: 29 проповедей на разные темы;
- Письма: ок. 28 писем.

## Богословские взгляды
Традиционный взгляд на Григория состоит в том, что он был ортодоксальным богословом-тринитарием, который находился под влиянием неоплатонизма Плотина и верил во всеобщее спасение вслед за Оригеном. Однако Григория как весьма оригинального и утонченного мыслителя сложно классифицировать, и многие аспекты его богословия вызывают споры как среди консервативных православных богословов, так и среди западных академиков. Часто это происходит из-за отсутствия систематической структуры и наличия терминологических противоречий в работах Григория.
Библиологический словарь называет его «одним из самых глубоких философов среди св. отцов классической поры, равный в этом отношении только блж. Августину». Как пишет В. Йегер, для Григория воспитание христианина «заключалось в одном беспрестанном… усилии… приблизиться, насколько это возможно для человека, к совершенству».

### Концепция Троицы
Григорий, вслед за Василием Великим, определил Троицу как «единую сущность(др.-греч. οὐσία) в трех лицах (др.-греч. ὑποστάσεις)» — формула, принятая Константинопольским собором в 381 году. Подобно другим Каппадокийским отцам, он был гомоуссианцем и, выступая против Евномия, утверждал истину единосущия Троицы над аристотелевской верой Евномия в то, что субстанция отца неотчуждаема, тогда как субстанция сына порождена. Согласно Григорию, различия между тремя личностями Троицы заключаются в их различном ипостатическом происхождении, и триединая природа Бога раскрывается через божественное действие (несмотря на единство Бога в Его действиях). Следовательно, Сын определяется как порождённый Отцом, Святой Дух — как происходящий от Отца, а Отец — по его роли как прародителя. Однако это учение, похоже, подчиняет Сына Отцу, а Святой Дух — Сыну. Роберт Дженсон предполагает, что Григорий подразумевает, что каждый член Троицы имеет индивидуальный приоритет: Сын имеет эпистемологический приоритет, Отец имеет онтологический приоритет, а Дух имеет метафизический приоритет. Другие комментаторы не соглашаются с этим: Морвенна Ладло, например, утверждает, что эпистемический приоритет в богословии Григория находится в первую очередь в Духе.
Современные сторонники социального тринитаризма часто утверждают, что на них оказало влияние понимание Григорием Троицы. Однако было бы в корне неверно идентифицировать Григория как социального тринитария, поскольку его богословие подчеркивает единство воли Бога, и он явно верит, что ипостаси Троицы — это три личности, а не отношения между ними.

### Бесконечность Бога
Григорий был одним из первых богословов, которые в противовес Оригену доказывали, что Бог бесконечен. Его главный аргумент в пользу бесконечности Бога, который можно найти в книге «Против Евномия», состоит в том, что благость Бога безгранична, следовательно, Бог также безграничен.
Важным следствием веры Григория в бесконечность Бога является его вера в то, что Бог, как безграничный, по сути непостижим для ограниченных умов созданных существ. В «Жизни Моисея» Григорий пишет: «… каждое понятие, которое происходит из некоторого понятного образа, посредством приблизительного понимания и угадывания Божественной природы, составляет идола Бога и не провозглашает Бога». Богословие Григория таким образом, был апофатическим: он предложил определять Бога в терминах того, чем мы знаем, что Он не является, а не тем, чем мы могли бы предположить Его.
В соответствии с этим тезисом, Григорий учил, что из-за бесконечности Бога сотворённое существо никогда не может достичь понимания Бога, и, таким образом, для человека как в жизни, так и в загробной жизни существует постоянный прогресс (др.-греч. ἐπέκτασις) к недостижимому познанию Бога как личности. Каждое новое понимание Бога превосходит всё, что было понято ранее. В «Жизни Моисея» Григорий говорит о трёх стадиях этого духовного роста: первоначальная тьма невежества, затем духовное озарение и, наконец, тьма разума в мистическом созерцании Бога, которого невозможно постичь.

### Апокатастасис
Судя по всему, Григорий верил во всеобщее спасение всех людей. Григорий утверждает, что, когда Павел говорит, что Бог будет «всем во всём» (1Кор. 15:28), это означает, что, хотя некоторым может потребоваться пройти длительный период очищения, в конечном итоге «не останется ни одного существа вне числа спасённых» и что «ни одно создание Богом не будет исключено из Царства Божьего». Вследствие единства человеческой природы во Христе «все, благодаря единству друг с другом, соединятся в общении с Добром в Иисусе Христе, Господе нашем». Своим воплощением, смертью и воскресением Христос достигает «общего спасения человеческой природы».
Григорий также так описал Божью работу:

Его [Бога] цель одна и только одна; она такова: когда вся наша раса будет совершенствоваться от первого до последнего человека — некоторые сразу в этом жизнь была очищена от зла, другие, впоследствии, в необходимые периоды, были исцелены Огнем, другие в своей жизни здесь не сознавали в равной степени добра и зла — чтобы предложить каждому из нас участие в благословениях, которые в Нем, которое, как говорит нам Священное Писание, «глаз не видел, и ухо не слышало», и мысль никогда не доходила
— 
То, что именно в это верил и этому учил Григорий, подтверждается большинством учёных. Меньшая часть учёных утверждает, что Григорий верил только во всеобщее воскресение.
В «Жизни Моисея» Григорий пишет, что так же, как тьма покинула египтян через три дня, искупление (др.-греч. ἀποκατάστασις) будет распространено на страдающих в аду (др.-греч. γέεννα). Это спасение может распространяться не только на людей; так же, как и у Оригена у него есть отрывки, в которых он, судя по всему, предполагает (хотя и голосом Макрины), что даже демонам будет место в «мире благости» Христа. Толкование Григорием 1Кор. 15:28 («Когда же все покорит Ему…») и Фил. 2:10 («дабы пред именем Иисуса преклонилось всякое колено небесных, земных и преисподних») подтверждают это понимание его богословия.
Тем не менее, в Великом катехизисе Григорий предполагает, что, хотя каждый человек будет воскрешен, спасение будет даровано только крещённым, при этом заявляя, что другие, движимые своими страстями, могут быть спасены после очищения огнём. Хотя он верит, что в потустороннем мире больше не будет зла, можно утверждать, что это не исключает веры в то, что Бог может справедливо проклясть грешников навечно. Таким образом, основное различие между концепцией др.-греч. ἀποκατάστασις Григория и Оригеном заключается в том, что Григорий верит, что человечество коллективно вернется к безгрешности, тогда как Ориген считает, что личное спасение будет всеобщим. Однако такая интерпретация Григория недавно также подверглась критике. Дело в том, что это толкование явно противоречит самому «Великому катехизису», поскольку в конце главы XXXV Григорий заявляет, что те, кто не были очищены водой через крещение, в конце концов будут очищены огнём, так что «их природа может возродиться снова чистой для Бога». Кроме того, в следующей главе (гл. XXXVI) Григорий говорит, что те, кто очищены от зла, будут допущены в «небесное общество».
Пытаясь примирить эти разрозненные позиции, православный богослов доктор Марио Багос отмечает, что «если понимать буквально, святой, кажется, противоречит сам себе в этих отрывках; с одной стороны, он утверждал спасение всех и полное искоренение зла, и, с другой стороны, огонь, необходимый для очищения зла, „бессонный“, то есть вечный. Единственное решение этого несоответствия — рассматривать любой намёк на всеобщее спасение у святого Григория как выражение Божьего намерения для человечества, … также когда его святая сестра заявляет, что у Бога „одна цель […] некоторые сразу же даже в этой жизни очистились от зла, другие исцелятся в будущем огнём в течение соответствующего периода времени“. То, что мы можем выбрать, принять или проигнорировать это очищение, подтверждается многочисленными наставлениями святого о том, что мы свободно вступаем на добродетельный путь». Д-р Илария Рамелли сделала наблюдение, что для Григория свободная воля совместима со всеобщим спасением, поскольку каждый человек в конечном итоге примет добро, пройдя очищение. Тем не менее, некоторые истолковывают Григория как допускающего, что Иуда и подобные ему грешники никогда не будут полностью очищены, так как он писал: «То, чего никогда не существовало, предпочтительнее того, что существовало в таком грехе. Ибо что касается последнего, из-за глубины укоренившегося зла, наказание путём очищения будет распространено до бесконечности». Однако Рамелли переводит греческую фразу др.-греч. εἰς ἄπειρον παρατείνεται ἡ διὰ τῆς καθάρσεως κόλασις как «наказание, предусмотренное с целью очищения, будет иметь неопределенный срок».

### Антропология
Антропология Григория основана на онтологическом различении тварного и несотворенного. Человек является материальным творением, и поэтому он ограничен, но бесконечен в том смысле, что его бессмертная душа обладает неограниченной способностью приближаться к божественному. Григорий считал, что душа создается одновременно с созданием тела (в отличие от Оригена, который верил в предсуществование), и что эмбрионы, таким образом, являются личностями. Для Григория человек исключителен, он создан по образу Бога. Человечество теоморфно как в том, что касается самосознания, так и в том, что касается свободы воли, последняя дает каждому человеку экзистенциальную силу, потому что, по Григорию, игнорируя Бога, человек отрицает своё собственное существование. В комментарии на Песни Песней Григорий образно описывает человеческие жизни как картины, созданные учениками мастера: ученики (человеческая воля) подражают работе своего учителя (жизни Христа) красивыми красками (добродетелями), и поэтому человек стремится отражать Христа. Григорий, в отличие от большинства мыслителей своего времени, видел великую красоту в грехопадении: из греха Адама от двух совершенных людей в конечном итоге возникнет бесчисленное множество.

#### Рабство
Григорий также был одним из первых христиан, кто заявил, что рабство как институт изначально греховно. Он считал, что рабство нарушает присущую человечеству ценность и природу свободы; рабство является отходом от классического иудео-христианского прецедента, который имеет основание в книге Бытие, и заключается в том, что человеку дана власть над животными, но не над человечеством. Хотя некоторые аспекты рабовладельческой системы подвергались критике со стороны таких стоиков, как Сенека, это была первая и единственная последовательная критика самого института рабства, сделанная в древнем мире.
В «Проповедях на Экклезиаст» он написал: «Я приобрел себе рабынь и рабынь. За какую цену скажите мне? Что вы нашли такого же ценного, как эта человеческая природа? Какую цену вы поставили за разум? Сколько оболов вы посчитали эквивалентными подобию Божьему? За сколько статиров вы получили то, про что Бог сказал: „Сотворим человека по образу Нашему, по подобию Нашему“ (Быт. 1:26). Если он по подобию Бога, и правит всей землёй, и ему дана власть над всем на земле от Бога, Который есть его покупатель, скажи мне? Кто его продавец? Эта власть принадлежит только Богу, или, скорее, даже не самому Богу. В Писании говорится, что его милостивые дары непреложны (Рим. 11:29). Человечество обратилось в рабство, но он сам, когда мы были порабощены грехом, призвал нас к свободе. Но если Бог не порабощает то, что является свободным, кто тот, кто ставит свою силу выше Божьей?»

#### Неоплатонизм
Есть много общего между богословием Григория и неоплатонической философией, особенно философией Плотина. В частности, он разделяет идею о том, что реальность Бога полностью недоступна для людей и что человек может прийти к Богу только через духовное путешествие, в котором знание др.-греч. γνῶσις отвергается в пользу медитации. Григорий не упоминает в своей работе каких-либо философов-неоплатоников, и есть только один спорный отрывок, который может прямо цитировать Плотина. Учитывая это, кажется возможным, что Григорий был знаком с Плотином и, возможно, с другими фигурами неоплатонизма. Однако существуют некоторые существенные различия между неоплатонизмом и идеями Григория, например, утверждение Григория о том, что красота и добро эквивалентны, что контрастирует с точкой зрения Плотина, что это два разных качества.
Православные богословы в целом критически относятся к теории о том, что Григорий находился под влиянием неоплатонизма. Например, митрополит Нафпактский Иерофей утверждает в «Жизни после смерти», что Григорий выступал против всех философских изысканий как отравленных (в отличие от богословских) мирским. Эту точку зрения подтверждает книга «Против Евномия», где Григорий осуждает Евномия за то, что он поставил результаты своей систематической аристотелевской философии выше официального учения Церкви.

## Почитание
Православная и Восточно-католическая церкви чтят память Григория Нисского 10 января. Римский мартиролог отмечает кончину святого Григория Нисского 9 марта. В современных римско-католических календарях, которые включают праздник Святого Григория, таких как бенедиктинцы, его праздник отмечается 10 января. Лютеранская церковь — Миссурийский синод поминает Григория Нисского вместе с остальными отцами Каппадокии 10 января.

## Наследие
Григорий почитается как святой, однако, в отличие от других каппадокийских отцов, он не является Учителем Церкви. В основном он почитается на Востоке. Его мощи хранились в Ватикане до 2000 года, когда они были перевезены в греко-православную церковь Святого Григория Нисского в Сан-Диего, Калифорния.
Профессор богословия Натали Карнс писала:

Одна из причин, по которой Григорий не был вовлечен в богословскую мысль Запада, заключается в том, что его мало переводили на латынь. Большое влияние Григория испытал Иоанн Скот Эриугена (ок. 800—877 гг.). Григорий оказал влияние не только на самого Эриугена, но и на его перевод «О создании человека» на латынь
— 
До середины двадцатого века работы Григория не привлекали внимания ученых на Западе, и исторически по сравнению с Василием Великим или Григорием Назианзином он считался второстепенной фигурой. Ещё в 1942 году Ханс Урс фон Бальтазар писал, что его работы практически неизвестны. Отчасти благодаря стипендии Бальтазара и Жана Даниэлу, к 1950-м годам Григорий стал предметом серьёзных богословских исследований, было опубликовано критическое издание его работы (Опера Григория Нисского) и основан Международный коллоквиум, посвященный Григорию Нисскому. Это внимание становится всё более пристальным по сей день. Современные исследования в основном сосредоточены на эсхатологии Григория, а не на его догматических трудах, и он приобрел репутацию нетрадиционного мыслителя, чьи идеи, возможно, являются прообразом постмодернизма. Среди крупных специалистов в современных исследованиях личности Григория такие учёные как Сара Кокли, Иоанн Зизиулас и Роберт Дженсон.
Натали Карнс также отмечает: «В том же году, когда была опубликована книга Коукли, один из соавторов этого тома выпустил свою собственную книгу, в значительной степени опирающуюся на Григория: Дэвид Бентли Харт опубликовал „Красоту бесконечного“. Харт пишет книги по систематическому богословию в традициях Григория. Он переписывает богословие Нисского точно так же, как богословы годами переписывали богословие Августина».

## Переводы

De virginitate

- Григорий Нисский. Творения. В 8 ч. / Пер. Московской духовной академии. М., 1861—1871.
  - Ч.1  Москва, 1861. — 470 с.
  - Ч.2  Москва, 1861. — 480 с.
  - Ч.3  Москва, 1862. — 410 с.
  - Ч.4  Москва, 1862. — 400 с.
  - Ч.5  Москва, 1863. — 502 с.
  - Ч.6  Москва, 1864. — 513 с.
  - Ч.7  Москва, 1865. — 538 с.
  - Ч.8  Москва, 1871. — 540 с.
- Большое огласительное слово. / Редакция пер. Ю. А. Вестеля. Киев, Пролог. 2003. 380 стр.

Новые русские переводы:
- Памятники византийской литературы IV—IX веков. / Отв. ред. Л. А. Фрейберг. М.: Наука. 1968. С. 84-86.
- Григорий Нисский. Об устроении человека. / Пер., послесл. и примеч. В. М. Лурье под ред. А. Л. Верлинского. СПб.: Axioma, 1995. 176 стр. 3300 экз. 2-е изд. 2000.
- Григорий Нисский. О жизни Моисея Законодателя или о совершенстве в добродетели. / Пер. А. Десницкого при участии О. Титовой и И. Пролыгиной. М., 1999. переизд.: М., 2009.
- Григорий Нисский. Послание о жизни св. Макрины. / Пер. и комм. Т. Л. Александровой. М.: ГЛК, 2002. 127 стр. ISBN 5-87245-081-1
- Аскетические сочинения и письма. / Изд. подг. Т. Л. Александрова. Науч. ред. А. Г. Дунаева. М.: ИС РПЦ, 2007. 336 стр.

## Исследования
- Тихомиров Д. И. Св. Григорий Нисский как моралист: Этико-историческое исследование. Могилев-на-Днепре, 1886. 384 стр.
- Мартынов А. В. Учение св. Григория еп. Нисского о природе человека. (Опыт исследования в области христианской философии IV века). М., 1886. 387 стр.
- Несмелов В. И. Догматическая система св. Григория Нисского. Казань, 1887.
  - СПб., 2000. 635 стр. ISBN 5-86196-086-X
- Макарий (Оксиюк М. Ф.) Эсхатология св. Григория Нисского. Киев, 1914.
  - переизд.: М.: Паломник. 1999. 666 стр.
- Карфикова Л. Толкование на надписания псалмов. Глава из книги «Григорий Нисский. Божия и человеческая бесконечность».
- Карфикова Л. О душе и воскресении. Глава из книги «Григорий Нисский. Божия и человеческая бесконечность».
- Десницкий А. Экзегеза Св. Григория Нисского («О жизни Моисея»): заметки на полях
- Даровских А. А. Учение о синергии в антропологии Григория Нисского. СПб., 2011. Дисс. уч. стак какф.н.

Исследования по рецепции:
- Кикнадзе Г. И. «Толкование Песни песней» Григория Нисского в грузинском переводе Георгия Мтацмидели. Автореф. дисс. … к. филол. н. Тб., 1968.
- Шаламберидзе Н. М. «О рождении человека» Григория Нисского в грузинском переводе Георгия Мтацмидели. Автореф. дисс. Тб., 1970.
- Челидзе Э. Г. Грузинский перевод космогонического труда Григория Нисского «Шестоднев». Автореф. дисс. … к. филол. н. Тб., 1986.
- Баакашвили Т. В. «О жизни преподобной Макрины» Григория Нисского и его грузинский перевод. Автореф. дисс. … к. филол. н. Тб., 1990.